# 孙金明
孙金明（1965年3月—），江苏泰州人，中国人民解放军火箭军中将。
曾任第二炮兵营长、导弹旅旅长，第二炮兵合同战术训练基地副司令员。2015年任第二炮兵52基地副司令员。2017年任火箭军69基地司令员。2018年任火箭军64基地司令员。2022年3月升任火箭军参谋长。
2016年8月晋升少将军衔，2022年3月晋升中将军衔。
2024年7月，因严重违纪违法被开除党籍。